# Justin Berfield
Justin Tyler Berfield (ur. 25 lutego 1986) – amerykański aktor, pisarz i producent. Występował w roli Reese’a z serialu Zwariowany świat Malcolma produkcji Fox Network.

## Życiorys
Zaczął pracować jako aktor w wieku pięciu lat, występując w reklamie kawy. Od tego czasu pojawił się w dwudziestu innych amerykańskich reklamach. Był nazywany The Commercial Kid (Reklamowe Dziecko). Jego telewizyjny debiut miał miejsce w 1994, kiedy zagrał w krótko nadawanym serialu telewizji NBC The Good Life. W 1995 zaczął grać rolę Rossa Malloya, najmłodszego brata w serialu Unhappily Ever After, produkcji telewizji WB, gdzie występował przez kolejne pięć sezonów. Starał się również o rolę Anakina Skywalkera w Gwiezdnych wojnach: część I – Mroczne widmo, która przypadła jednak Jake'owi Lloydowi. Za rolę w Zwariowanym świecie Malcolma otrzymał nagrodę YoungStar Award w 2000 i 2003.